# أراميس هايوود
أراميس هايوود (بالإسبانية: Aramis Haywood) هو لاعب كرة قدم بنمي في مركز الوسط، ولد في 3 أبريل 1985 في مدينة بنما في بنما. شارك مع منتخب بنما لكرة القدم. أما مع النوادي، فقد لعب مع بلازا أمادور.

## وصلات خارجية
- أراميس هايوود على موقع قاعدة بيانات كرة القدم.إي يو (الإنجليزية)
- أراميس هايوود على موقع ناشيونال فوتبول تيمز (الإنجليزية)
- أراميس هايوود على موقع Soccerway.com (الإنجليزية)